# Жоріс Горендіаве
Жоріс Горендіаве (фр. Joris Gorendiawé; нар. 18 липня 1990, Нова Каледонія) — французький та новокаледонський футболіст, півзахисник «Єнген Спорту».

## Клубна кар'єра
З 2009 по 2016 рік виступав за «Маженту». На даний час виступає за «Єнген Спорт».

## Кар'єра в збірній
З 2010 по 2011 рік викликався до національної збірної Нової Каледонії. Зіграв 10 матчів та відзначився 1 голом у складі збірної.

## Досягнення
- Суперліга Нової Каледонії
  -  Чемпіон (5): 2012, 2014, 2015, 2016, 2019

- Тихоокеанські ігри
  -  Чемпіон (1): 2011

- Ліга чемпіонів ОФК
  -  Чемпіон (1): 2019